# Medjay
De Medjay (Oudegyptisch: mđʔ.y, ook: Medjau, Mazoi, Madjai, Mejay of Medjai) waren een volksstam die ten tijde van het Egyptische late Oude Rijk tot het Nieuwe Rijk in de Nubische Woestijn woonden, ten oosten van de Nijlvallei tot aan de Rode Zee. In Egypte dienden ze als karavaanleiders, politiekrachten en beroepssoldaten. Daarnaast waren de Medjay ook gevaarlijke tegenstanders, en de kronieken spreken van regelmatige conflicten met de Egyptenaren.
De naam Medjay betekent bewoner van het land Medja, en ze zijn mogelijk gelijk te zetten met het volk dat in demotische teksten als Belhem genoemd wordt. Later vermeldden de Grieken en Romeinen de Blemmyes als bewoners van dit land, welke tegenwoordig in het Arabisch als de Beja bekend zijn.

## Geschiedenis
Omstreeks 2000 v.Chr. veranderde het klimaat in het Rode-Zeegebergte, hetgeen tot betere leefomstandigheden zorgde. De toegenomen neerslag tijdens de moesson zorgde voor plaatselijke weidegronden voor de schapen, geiten en runderen. Deze bleven echter beperkt, zodat een nomadische levenswijze noodzakelijk bleef. Tijdens de droge tijd trokken de herders naar het Nijldal, of zochten in de holen van het gebergte schuilplaatsen tegen de hitte. Tijdens de regentijd verspreidden ze zich over een groot gebied, tot aan de vlakte van Butana tussen de Zwarte en Blauwe Nijl. Deze seizoensgebonden migraties leverden mogelijkheden tot handel en de vestiging van handelscontacten tussen Egypte en Poent.
De omgeving van het Rode-Zeegebergte bezat goede handelsrouten en was al vroeg van belang als doorgangsgebied van goederen naar Neder-Nubië en Egypte. De vroegste bewijzen voor mensen uit deze regio zijn een klein aantal graven in Nubië en een groep steles uit Helwan, gevonden in graven van de 2e dynastie van Egypte, welke mensen uit Poent of het Rode-Zeegebergte tonen.

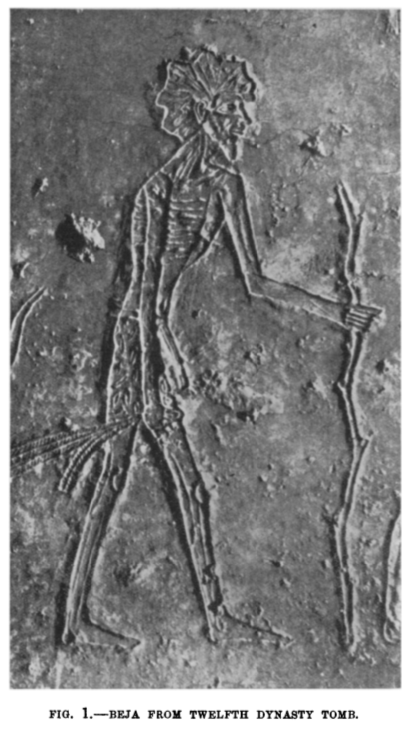
afbeelding in een graftombe van de 12e dynastie

Ten tijde van het Oude Rijk waren er weinig berichten over mensen uit dit gebied, slechts enige verwijzingen naar veldtochten tegen hen. Waarschijnlijk controleerden de Medjay de handelsroutes ten noorden van de Wadi Hammamat naar de mijnen en steengroeven, evenals de havens aan de Rode Zee voor de handel met Poent. De eerste duidelijke verwijzing naar de Medjay was tijdens de 6e dynastie. Bij Aswan berichten Koninklijke inscripties en grafschriften van nomarchen en karavaanleiders uit Elephantine erover dat de Medjay en de Nehsoe (Nubiërs) onder Egyptische supervisie de controle over de regio overnamen. Terwijl de Nubiërs bij de onrusten tijdens de eerste tussenperiode nog een belangrijke rol speelden, is over de Medjay tot het begin van het Middenrijk nog weinig bekend. Pas tijdens de 12e dynastie vindt men in Egyptische graftombes afbeeldingen die de Medjay als magere  veeherders tonen.
Een belangrijkere rol speelden de Medjay bij de Egyptische veldtochten tegen Nubië, die leidden tot het oprichten van grensvestingen in Beneden-Nubië en de Egyptische zuidgrens. De Medjay vormden een belangrijk deel van de grenstroepen en werden als woestijnpatrouilles ingezet, ook om infiltratie door andere Medjay te voorkomen. Zo heette de  vesting te Serra-East Chesef-Medjau, "Verdrijver van de Medjay". In teksten uit die tijd worden twee belangrijke Medjay-vorstendommen Auwshek en Webat-Sepet genoemd, welke zo gevreesd werden dat ze vervloekt moesten worden.
De Medjay namen deel aan de onrusten van de tweede tussenperiode, en zijn archeologisch in verband gebracht met de pangrafcultuur. Nadat aan het  begin van het Nieuwe Rijk het machtsbereik van Egypte tot aan de vierde cataract uitgebreid werd, werden de Medjay niet meer als strijdmacht maar in toenemende mate als politietroepen ingezet. De benaming Medjay verloor allengs haar etnische betekenis en werd tot synoniem voor politie.
Aan het einde van het Nieuwe Rijk verdween het begrip Medjay. Uit de periode tot ca. 900-800 v.Chr. zijn slechts weinige archeologische sporen gevonden in Nubië. Op grafvelden nabij de 2e cataract bevinden zich graven die gelijkenissen met de pangrafcultuur tonen.
Tijdens de Griekse en Romeinse tijd werden de bewoners van het betreffende gebied Blemmyes genoemd, bij de Arabieren later als Beja bekend. Deze Blemmyes/Beja vormden machtige bondgenootschappen. Ze beheersten de handelsrouten en edelsteenmijnen en waren geduchte tegenstanders van de grotere machten uit die tijd. Van de 3e tot 5e eeuw drongen zij door tot in Neder-Nubië en Opper-Egypte, en doken zelfs in het westen tot de Kharga-oase en in het noorden tot de Sinaï op.